# Fundacja Wolności
Fundacja Wolności - utworzona w 2012 polska fundacja prowadząca działalność strażniczą. Misją organizacji jest popularyzacja jawności i zasad dobrego rządzenia celem zwiększania wpływu mieszkańców na samorząd lokalny. Fundacja chce, aby ludzie mieli wiedzę o samorządzie, motywację oraz bezpośredni wpływ na decyzje, władze, wydatki oraz swoje otoczenie. Fundacja ma siedzibę w Lublinie i działa na terenie województwa lubelskiego. Posiada status Organizacji Pożytku Publicznego.

## Struktura organizacyjna
Organami Fundacji są: 
- Zgromadzenie Fundatorów;
- Zarząd Fundacji;
- Rada Fundacji.

Fundatorami są Krzysztof Jakubowski oraz Marcin Müller. Od momentu jej założenia, prezesem zarządu fundacji jest Krzysztof Jakubowski - politolog, absolwent Szkoły Liderów Społeczeństwa Obywatelskiego, członek Sieć Obywatelska Watchdog Polska. W 2017 roku został wybrany "Człowiekiem Roku" przez kapitułę konkursu Dziennika Wschodniego.
W skład Rady Fundacji wchodzą:
- Konrad Łakomy
- dr hab. Katarzyna Kuć-Czajkowska
- dr Agnieszka Ziętek

## Działalność
Fundacja Wolności monitoruje działania lokalnych urzędników i polityków. Doprowadziła do publikacji rejestrów umów m.in. na stronach Urzędu Miasta Lublin. Urzędu Marszałkowskiego Województwa Lubelskiego i Lubelskiego Urzędu Wojewódzkiego. Po ujawnieniu przez fundację informacji o należnym ekwiwalencie za "zakaz pracy u konkurencji", prezes spółki samorządowej, zarządzającej dworcem autobusowym w Lublinie zrzekł się należnych mu pieniędzy. Fundacja jest wydawcą gazety i portalu "Jawny Lublin". Gazeta jest wydawana nieregularnie w nakładzie 10-12 tys. egzemplarzy. W 2024 roku portal jawnylublin.pl został uznany najlepszym lokalnym portalem w kraju w konkursie Local e-Journalism Awards, organizowanym przez Stowarzyszenie Mediów Lokalnych. Z kolei w 2025 redakcji portalu jawnylublin.pl przyznano Nagrodę Mariusza Waltera w kategorii Nowy Głos w Mediach.
Fundacja opracowała własną metodologię "Badania Aktywności Radnych", które regularnie prowadzi w Lublinie.

## Sprawy sądowe
Fundacja uczestniczy w sprawach sądowych dotyczących prawa do informacji, prowadząc litygacje strategiczne. W latach 2012-2022 było to ponad 100 postępowań, w tym m.in.:
- Jawność treści opinii prawnych wykonanych na zlecenie urzędu miasta. Wyrok NSA z 14 października 2016 (I OSK 1797/16).[11]
- Jawność nagród dla członków zarządu spółki PGE Dystrybucja (spółka córka spółki PGE). Wyrok NSA z 19 maja 2019 (I OSK 2189/17).[12][13]
- Jawność informacji o dłużnikach, ulgach i umorzeniach za wynajem lokali użytkowych i komunalnych, będących w zasobach gminy. Wyrok WSA z 19 stycznia 2020 (II SA/Lu 627/19).[14]
- Jawność treści umów zawartych z miejskimi radnymi przez spółkę komunalną. Wyrok WSA z 13 października 2021 (II SAB/Lu 95/21).[15]
- Jawność treści wniosków i umów dofinansowanych ze środków Funduszu Sprawiedliwości. Wyrok WSA z 13 października 2022 (II SAB/Wa 316/22).[16][17]

## Źródła finansowania
Działania fundacji finansowane są z następujących rodzajów źródeł:
- 1,5 % podatku od podatników PIT[18]
- darowizny od osób fizycznych i przedsiębiorców[18]
- dotacje od polskich i zagranicznych fundacji prywatnych
- krajowe środki publiczne[18]
- międzynarodowe i zagraniczne środki publiczne
- działalność odpłatna pożytku publicznego

Z dokładnymi kwotami pochodzącymi z poszczególnych źródeł można zapoznać się w Biuletynie Informacji Publicznej fundacji. Ze względu na stale prowadzoną kontrolę na poziomie samorządowym, fundacja nie stara się o dotacje samorządowe.

## Publikacje
- "Gmina w pandemii" - zmiany budżetowe, zmiany w funkcjonowaniu i zatrudnieniu w urzędach wynikające z pandemii koronawirusa, Lublin 2021,
- Krzysztof Jakubowski Raport z monitoringu samorządowej kampanii wyborczej w Lublinie, Lublin 2019,
- Krzysztof Kowalik "Poradnik dostępu do informacji publicznej", Lublin 2015.